# Jana Nečasová
Jana Nečasová, poprzednio Jana Nagyová (ur. 21 lipca 1964 w Karlowych Warach) – czeska wysoka urzędniczka państwowa i polityk.

## Życiorys
Urodziła się 21 lipca 1964 roku w Karlowych Warach. Początkowo ukończyła edukację jako sprzedawczyni, ale później podniosła swoje wykształcenie. W latach 1983–1994 była księgową w różnych przedsiębiorstwach. Jej ostatnim miejscem zatrudnienia przed rozpoczęciem kariery politycznej była huta szkła, w której awansowała ostatecznie do stanowiska menedżera.
Po zaangażowaniu się w działalność polityczną we wrześniu 1996 roku mianowano ją szefową struktur Obywatelskiej Partii Demokratycznej w województwie karlowarskim. Od listopada tego samego roku do listopada 2004 roku była asystentem senatora Vladimira Kulhánka z tej partii. W 2005 roku zaczęła pracę w praskiej centrali partii, w tym też roku związała się zawodowo z późniejszym premierem Petrem Nečasem. Dodatkowo w latach 2005–2011 odbyła studia w zakresie politologii na Uniwersytecie Jana Amosa Komeńskiego w Pradze. 
Po nominacji Nečasa na ministra pracy i spraw socjalnych we wrześniu 2006 roku została szefową jego gabinetu i pełniła tę funkcję do upadku rządu trzy lata później, w sierpniu 2009 roku. Od stycznia do lipca 2010 roku pracowała jako doradca ministra obrony Martina Bartáka, a po nominacji Petra Nečasa na premiera została w lipcu tego samego roku dyrektorem jego gabinetu i głównym współpracownikiem premiera. Miała wówczas posiadać znaczące wpływy w administracji państwowej; od 2012 roku jej nieoficjalne działania stały się obiektem śledztwa.
Według nieoficjalnych informacji prasowych była związana z Nečasem także prywatnie, to prawdopodobnie ona była powodem ogłoszenia przez Nečasa separacji z żoną na początku 2013 roku i późniejszego o kilka miesięcy wniosku o rozwód. Sam Nečas potwierdził plotki dotyczące swojego życia prywatnego i związku z Nagyovą dopiero 13 lipca 2013 roku, już po aferze korupcyjnej, która doprowadziła do aresztowania Nagyovej.
W nocy z 13 na 14 czerwca zatrzymano ją pod zarzutem zlecenia wywiadowi wojskowemu śledzenia żony premiera w celu znalezienia dowodów na jej niewierność oraz negocjowania wynagrodzeń dla posłów za pomoc w uchwaleniu ustawy budżetowej na 2013 roku. W efekcie skandalu kilka dni później rząd upadł.

## Życie prywatne
Ma dwie dorosłe córki z rozwiązanego małżeństwa. 21 września 2013 roku wyszła za mąż za Petra Nečasa i przyjęła nazwisko po mężu.